# Jefferson Luis Correia Carpes
Jefferson Luis Correia Carpes, deportivamente conocido como Jê (Porto Alegre (Rio Grande do Sul), 5 de noviembre de 1983) es un jugador de fútbol sala que actualmente juega en Levante UD DM de la primera división de España de fútbol sala. Juega en la posición de pívot.

## Biografía
El pivot brasileño, Jefferson Luis Correia Carpes más conocido como Jê es un jugador con dilatada experiencia en el fútbol sala de élite ya que en 2012 se proclamó campeón del mundo con la selección brasileña de futsal. Jê ha jugado en su país en distintos clubes y fuera de su país ha jugado en el Kairat Almaty donde jugó dos campañas. 
En 2016, firma por el ElPozo Murcia FS.

## Clubes
- 2008-2010: Carlos Barbosa
- 2010-2011: Santos FC Futsal
- 2011: Foolad Mahan FSC
- 2012-2013: Intelli
- 2013-2015: Kairat Almaty
- 2016: ElPozo Murcia
- 2016: Tasisa Daryaeit FST
- 2016- : Levante UD DM[2]

## Palmarés
Selecciones
- Campeón del mundo Copa Mundial de fútbol sala de la FIFA 2012